# 烏拉轟炸機

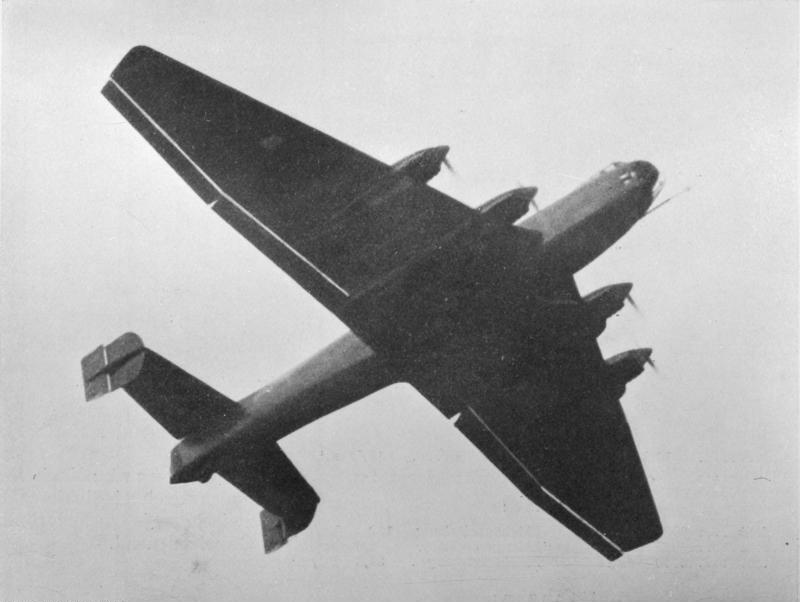
Ju 89轟炸機

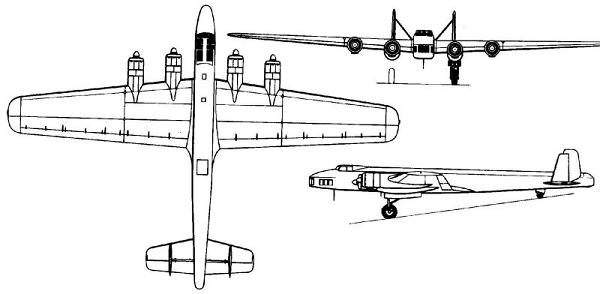
Do 19轟炸機

烏拉轟炸機（Ural bomber）是納粹德國空軍在第二次世界大戰前提出的戰略轟炸機開發計畫，由空軍參謀長瓦爾特·韋佛於1930年代初期所提出，雖然最後因為他在1936年意外身亡而被新任參謀長阿爾貝特·凱塞林中止，轉為戰術轟炸機的研究；但其後又開始研製新的遠程轟炸機—美國轟炸機。

## 計畫
1933年的德國空軍參謀長瓦爾特·韋佛認為，在將來的戰爭與地區衝突裡，戰略轟炸會扮演極為重要的角色。同時，韋佛也預計在未來德國與蘇聯的戰爭裡，德軍無法進攻到莫斯科東部的蘇聯領土，因此要研製專門的大型長程轟炸機，摧毀史達林於乌拉尔山脉一帶的蘇聯工業區，瓦解蘇聯的軍事力量，進而贏得戰爭的勝利。為了新型轟炸機開發計畫，韋佛找上了當時德國航空界的領頭公司—容克斯和多尼爾，這兩家公司則在1935年分別交付帝國航空部Ju 89和Do 19的原型機。
然而，韋佛於1936年4月因飛機失事而身亡，繼任其位的阿爾貝特·凱塞林於1937年4月29日中止了該計畫，認為沒有必要生產如此巨型的轟炸機，轉而生產小型、數量多的戰術轟炸機，如He 111和Do 17等，而Ju 89和Do 19則被作為運輸機或用以測試。Ju 89後來改裝上低出力引擎，衍生出了載客用的Ju 90，並將其用於漢莎航空中，當烏拉轟炸機計畫取消後，原本已完成部份的第3架Ju 89原型機被改裝成了乘客用，並以作為Ju 90原型機的替代品。諷刺的是，當Ju 90被送至軍中使用時，因為其超長航程而被用來當作巡邏機使用，其後更發展出了Ju 390，作為更大的戰略轟炸機計畫—美國轟炸機候補方案。在烏拉轟炸機計畫取消後，2架Ju 89原型機還是在1937年4月29日用做訓練以及在日後入侵挪威的行動中作為運輸單位KGrzbV 105協助作戰。

## 計畫取消原因與後續
根據部份資料來源，烏拉轟炸機計畫的流產與其說是凱塞林下令取消，不如說是空軍總司令赫爾曼·戈林綜合了恩斯特·烏德特、艾爾哈德·米爾希和凱塞林的意見下令停止的。凱塞林為雙引擎中型轟炸機的主要支持者，也贊同烏德特的俯衝轟炸機構想，因此影響到後來的Ju 88以及He 177設計構想，尤其是後者成了一架「巨型俯衝轟炸機」，而非戰略轟炸機。另外，負責德國飛機生產的米爾希則表示，德國工業界無力生產如此大型飛機的空軍艦隊，後來戈林還說過「元首不會過問那些轟炸機有多大，只會在乎有多少架。」，到了1943年時，戈林反而在怨歎與詛咒那些當時認為中型轟炸機優於重型轟炸機的人。
之後He 177改裝後的B型、He 274與只有原型圖的He 277皆成為了美國轟炸機的候補。自He 177A型開始，德國走上了較為接近真正戰略轟炸機的道路，裝上了戴姆勒奔馳603和610引擎，成了B型，之後又相繼研發了He 274和He 277，而3架採用4座610引擎的He 274和He 277原型機使德國擁有了接近英國蘭開斯特轟炸機的飛機。
即便計畫取消，德國之後又有新的轟炸機計畫，在1937年時由空軍作戰部參謀—保羅·戴克曼（Paul Deichmann）少校主導，欲研製能將5噸炸彈運至紐約轟炸的戰略轟炸機，因此有了美國轟炸機的計畫。

## 資料來源
1. ↑  （中文）《不列顛空戰》，Edward Bishop著，星光出版社，第184頁–第185頁。
2. ↑  （英文）《空軍武裝：帝國航空部與德國航空工業 1919-1939》，第125頁。